# 뉴스 애그리게이터
뉴스 애그리게이터(news aggregator)는 인터넷 용어로서 웹사이트 소유자가 헤드라인을 직접 모아놓은 웹사이트를 가리킨다.
컴퓨터 환경에서 피드 애그리게이터(feed aggregagor)는 피드 리더(feed reader), 뉴스 리더(news reader), RSS 리더(RSS reader), 또는 간단히 애그리게이터라고도 부르며, 읽기 쉽게 하기 위해 뉴스 헤드라인, 블로그, 팟캐스트, 비디오 블로그,와 같은 신디케이트 웹 콘텐츠를 한 곳에 모아놓는 일종의 클라이언트 소프트웨어 또는 웹 애플리케이션이다.

## 뉴스 애그리게이터 웹사이트
이러한 종류의 웹사이트의 예로는 미국의 《드러지 리포트》, 《허핑턴 포스트》를 들 수 있다. 환경 분석을 수행하고 비슷한 이야기를 한데 묶는 알고리즘을 이용하여, 애그리게이션을 완전히 자동화한 구글 뉴스와 데카포스트(DecaPost)와 같은 웹사이트도 존재한다.
뉴스 애그리게이션 웹사이트들은 콘텐츠가 여전히 사람들을 통해 입력을 받는 드러지 리포트, 뉴스나우(NewsNow), 허핑턴 포스트와 같은 사이트들로 시작하였다. 반면 구글 뉴스, 뉴스 클러스터와 같은 더 새로운 사이트들은 자동 선택, 수동 출처 추가를 범위로 지정하여 콘텐츠를 채우는 알고리즘에 기반을 두고 있다.

## 같이 보기
- 웹 피드
- 메타검색